# Xavier Domènech
Pour les articles homonymes, voir Domènech.
Xavier Domènech, né le 2 décembre 1974 à Sabadell, est un historien et homme politique espagnol.

## Biographie
Il est professeur à l'Université autonome de Barcelone (UAB) et spécialiste des mouvements sociaux, du changement politique sous le franquisme et de la transition démocratique espagnole. Il a reçu le prix extraordinaire de doctorat de l'UAB et le Prix de la ville de Barcelone (es) en histoire en 2006.
En 2015, il conduit la liste catalane d'En Comú Podem aux élections générales espagnoles de 2015 et aux élections générales espagnoles de 2016, liste qui arrive en tête dans la région. Il est ainsi élu au Congrès des députés depuis 13 janvier de 2016.

### Sources
- (ca) Cet article est partiellement ou en totalité issu de l’article de Wikipédia en catalan intitulé « Xavier Domènech i Sampere » (voir la liste des auteurs).